# ナシオナル橋 (パリ)
ナシオナル橋(仏 : Pont National)は、フランスのパリ、セーヌ川に架かる橋である。12区のブールヴァール・ポニャトフスキと13区のブールヴァール・マッセナを結んでいる。
5連からなるアーチ橋で全長は188.5m、プティト・サンチュールの線路が平行して走っている。1870年まではナポレオン3世橋と呼ばれていた。1936年から1944年にかけて上流側に拡幅された。

## 交通
- メトロ8号線 ポルト・ド・シャラントン駅Porte de Charenton下車

- メトロ14号線 クール・サンテミリオン駅Cour Saint-Émilion下車

## 隣の橋
（上流）ネルソン・マンデラ橋（パリ市外）―アモン橋―ナシオナル橋―トルビアック橋―シモーヌ・ド・ボーヴォワール橋（下流）